# La Chapelle-sur-Chézy
La Chapelle-sur-Chézy è un comune francese di 282 abitanti situato nel dipartimento dell'Aisne della regione dell'Alta Francia.

## Società

### Evoluzione demografica
Abitanti censiti